# Tempio di Poseidone (Colonna Reggina)
Il Tempio di Poseidone, noto come Poseidonio, talvolta anche Possidonio, (dal greco Ποσειδώνιον, Poseidònion), era uno dei templi eretti fuori dalle mura della polis di Rhegion, ed era dedicato al dio del mare Poseidone.
Secondo gli studi e i ritrovamenti, l'edificio sarebbe sorto nei pressi dell'antica Colonna Reggina (presso l'attuale borgo di Cannitello, frazione di Villa San Giovanni, circa 15 km chilometri a nord dal centro di Reggio Calabria).

## Storia
Dedicato al dio del mare Poseidone, il tempio, edificato dai reggini per la protezione dei naviganti dalle insidiose acque dello Stretto, si trovava nei pressi della Colonna Reggina, luogo in cui vi era un'alta torre a forma di colonna con sopra una statua di Poseidone, che costituiva in epoca greca il vero e proprio simbolo dello Stretto, famosa per possedere il fuoco (un faro) e l'acqua (una fonte per il rifornimento delle navi).
Nel 36 a.C. nelle antistanti acque del canale ebbe luogo la decisiva battaglia navale fra Ottaviano e Sesto Pompeo, che garantì al futuro imperatore Augusto il dominio sul mare. 
Risale a questo periodo l'esistenza nell'area di Porticello di un tempio dedicato al dio Poseidone, detto Poseidonio, la cui esistenza sarebbe dimostrata da un ex voto al dio rinvenuto a Capua, che si pensa sia stato fatto realizzare da Ottaviano stesso. Ciò induce a pensare che Ottaviano avesse timore di affrontare le insidiose acque dello Stretto, desiderando di costruire navi abbastanza forti per superare tali insidie.
L'iscrizione recita:
(Giorgio Gualtieri, Siciliae obiacentium insularum et Bruttiorum antiquae tabulae, p. 64)
Afferma inoltre lo storico villese Luigi Nostro:
()
Secondo lo storico greco di età imperiale Appiano di Alessandria, durante la guerra tra Ottaviano e Sesto Pompeo combattuta nelle acque adiacenti allo Stretto, Ottaviano, scampato ad un naufragio, si fermò presso la Colonna Reggina per farsi curare. Da ciò si deduce l'esistenza del Poseidonio presso Colonna Reggina e l'importanza e le misure dell'abitato, che doveva essere luogo di incontro di eserciti, popoli e mercanzie di ogni genere (soprattutto grano) che dalla Sicilia muovevano al continente e viceversa.